# Южный ёж
Ю́жный ёж (лат. Erinaceus roumanicus) — млекопитающее рода евразийских ежей семейства ежовых.
В качестве русского соответствия латинскому названию Erinaceus roumanicus обычно выступает «южный ёж» (иногда — «дунайский ёж», «белогрудый ёж»). Вплоть до конца XX века данный вид рассматривали как подвид E. concolor roumanicus вида Erinaceus concolor (восточноевропейский ёж), однако в результате проведённых в 1990—2000-х годах морфологических и молекулярно-генетических исследований была установлена видовая самостоятельность E. roumanicus. Этот вид представляет собой сестринскую группу для вида E. concolor; другую пару сестринских групп в составе рода Erinaceus образуют виды E. europaeus (обыкновенный ёж) и E. amurensis (амурский ёж).

## Описание
Длина тела до 35 см, масса тела до 1 кг. Южный ёж похож внешне на европейского ежа, однако голова и бока у него — тёмно-бурые (гораздо темнее, чем горло и брюшко). Иглы шоколадно-коричневого цвета, коричневый мех на брюшке, на груди — широкое белое пятно.

## Распространение
Южный ёж встречается во многих регионах Центральной и Восточной Европы (в странах Балканского полуострова, в Австрии, Венгрии, Словакии, Польше, Молдавии, Украине, на юге Белоруссии, в центральных и южных районах Европейской России, на Северном Кавказе), а также на юге Западной Сибири. В России северная граница ареала проходит примерно на уровне 56° с. ш. Узкая зона симпатрии с видом E. europaeus (обыкновенный ёж) известна в Центральной Европе и европейской части России; в частности, в Московской области  между этими видами показана гибридизация. В Тверской встречается только E. еuropaeus, а в Брянской, Калужской и Рязанской — только E. roumanicus. На каспийском побережье Северного Кавказа граница с ареалом вида E. concolor (восточноевропейский ёж) проходит южнее города Избербаш, на черноморском побережье точное положение границы не известно, но ежи из района Гудауты (Абхазия) принадлежат уже виду E. concolor, типичному для Закавказья и Малой Азии.

## Образ жизни

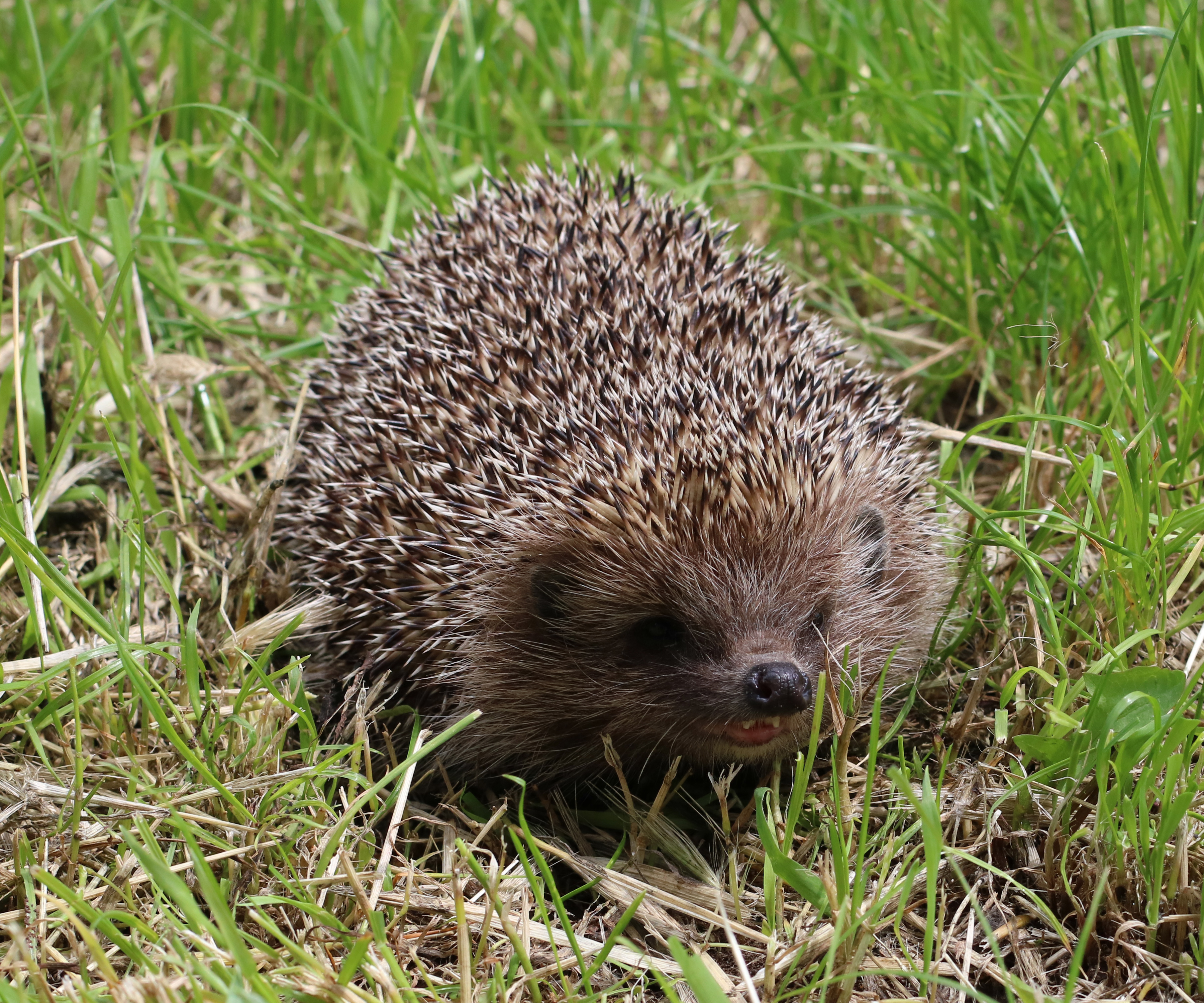
Южный ёж. Украина

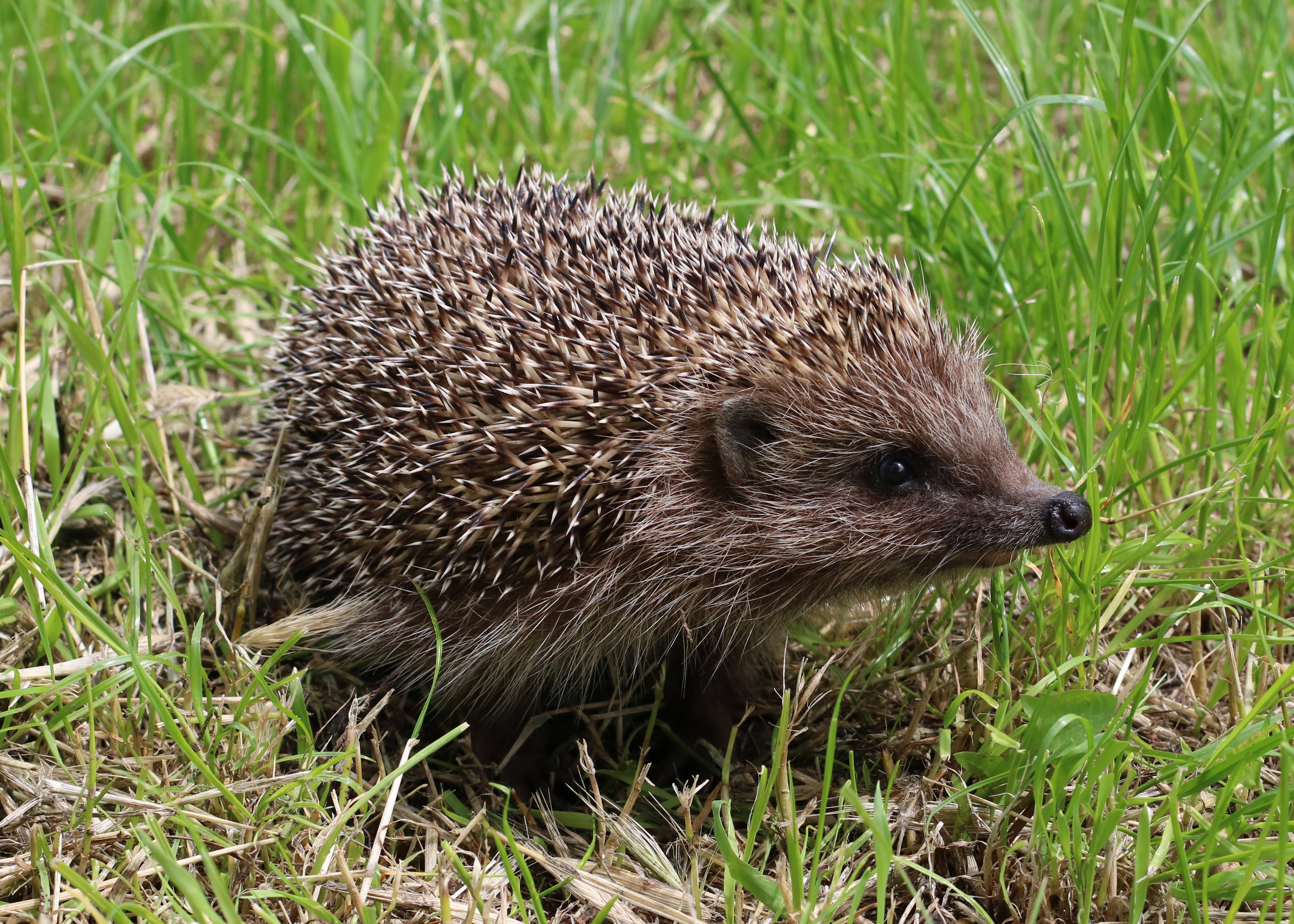

Обитает по опушкам лиственных лесов, у степных оврагов, на балках, по берегам каналов и лесополос. Гнездо строит только на время зимовки. Питается разнообразной животной пищей, в том числе насекомыми, червями, улитками, мелкими наземными позвоночными (ящерицами, змеями, птичьими яйцами, мышами, в том числе падалью).
Ежи часто прокладывают свои охотничьи тропы вдоль автодорог, активно используя придорожные полосы как места жировки. В литературе описаны случаи, когда ежи формировали отдельные придорожные популяции. Связано это с тем, что придорожные биотопы становятся местами концентрации насекомых с сумеречной активностью (привлекаются теплом от покрытия дороги и светом машин). Благодаря этой своей особенности ежи часто становятся жертвами автотранспорта. По оценкам гибели животных (млекопитающих) на автодорогах Закарпатья, ежи занимают первое место среди всех видов жертв, и в тёплый сезон года частота таких происшествий составляет 3,7 особей на 100 км/сутки на проселковых дорогах и 0,5 особей на 100 км/сутки на скоростных магистралях.

## Эпидемиологическое значение
Южные ежи имеют определённое эпидемиологическое значение, поскольку способны выступать в качестве резервуарных или окончательных хозяев для переносчиков ряда трансмиссивных заболеваний человека и животных. Так, на найденных в городском парке Будапешта южных ежах были найдены иксодовые клещи Ixodes ricinus и Ixodes hexagonus (переносчики таких заболеваний, как болезнь Лайма, энцефалит, марсельская лихорадка и туляремия), а также блохи Archaeopsylla erinacei — переносчики ряда бактериальных и вирусных инфекций.
Южный ёж служит окончательным хозяином для паразитических ленточных червей (цестод) вида Erinaceolepis erinacei, цистицеркоиды которых развиваются в ворсинках тонкого кишечника южного ежа (хотя эти личинки сохранили способность развиваться и с участием промежуточного хозяина: жуков Nicrophorus vespillo, Nicrophorus humator, Oiceoptoma thoracicum, Silpha obscura).